# LHX6
LIM/homeobox proteína Lhx6 es una proteína que en los humanos está codificada por el gen LHX6.
Este gen codifica un miembro de una gran familia de proteínas que contiene el dominio LIM, un dominio único de unión a zinc rico en cisteína. La proteína codificada puede funcionar como un regulador transcripcional y puede estar involucrada en el control de la diferenciación y el desarrollo de células neurales y linfoides. Se han descrito dos variantes de transcripción empalmadas alternativamente que codifican distintas isoformas para este gen. Se han identificado variantes de transcripciones empalmadas alternativamente, pero no se ha determinado su validez biológica.

## Otras lecturas
- Hartley JL, Temple GF, Brasch MA (2001). «DNA cloning using in vitro site-specific recombination.». Genome Res. 10 (11): 1788-95. PMC 310948. PMID 11076863. doi:10.1101/gr.143000.
- Wiemann S, Weil B, Wellenreuther R, etal (2001). «Toward a catalog of human genes and proteins: sequencing and analysis of 500 novel complete protein coding human cDNAs.». Genome Res. 11 (3): 422-35. PMC 311072. PMID 11230166. doi:10.1101/gr.GR1547R.
- Strausberg RL, Feingold EA, Grouse LH, etal (2003). «Generation and initial analysis of more than 15,000 full-length human and mouse cDNA sequences.». Proc. Natl. Acad. Sci. U.S.A. 99 (26): 16899-903. PMC 139241. PMID 12477932. doi:10.1073/pnas.242603899.
- Ota T, Suzuki Y, Nishikawa T, etal (2004). «Complete sequencing and characterization of 21,243 full-length human cDNAs.». Nat. Genet. 36 (1): 40-5. PMID 14702039. doi:10.1038/ng1285.
- Humphray SJ, Oliver K, Hunt AR, etal (2004). «DNA sequence and analysis of human chromosome 9.». Nature 429 (6990): 369-74. PMC 2734081. PMID 15164053. doi:10.1038/nature02465.
- Gerhard DS, Wagner L, Feingold EA, etal (2004). «The status, quality, and expansion of the NIH full-length cDNA project: the Mammalian Gene Collection (MGC).». Genome Res. 14 (10B): 2121-7. PMC 528928. PMID 15489334. doi:10.1101/gr.2596504.
- Wiemann S, Arlt D, Huber W, etal (2004). «From ORFeome to biology: a functional genomics pipeline.». Genome Res. 14 (10B): 2136-44. PMC 528930. PMID 15489336. doi:10.1101/gr.2576704.
- Kimura K, Wakamatsu A, Suzuki Y, etal (2006). «Diversification of transcriptional modulation: large-scale identification and characterization of putative alternative promoters of human genes.». Genome Res. 16 (1): 55-65. PMC 1356129. PMID 16344560. doi:10.1101/gr.4039406.
- Mehrle A, Rosenfelder H, Schupp I, etal (2006). «The LIFEdb database in 2006.». Nucleic Acids Res. 34 (Database issue): D415-8. PMC 1347501. PMID 16381901. doi:10.1093/nar/gkj139.
- Estécio MR, Youssef EM, Rahal P, etal (2006). «LHX6 is a sensitive methylation marker in head and neck carcinomas.». Oncogene 25 (36): 5018-26. PMID 16732332. S2CID 10501427. doi:10.1038/sj.onc.1209509.

- Datos: Q18038242